# 室田瑞希
室田 瑞希（むろた みずき、1998年6月12日 - ）は、日本の歌手、女優で、ハロー!プロジェクトの女性アイドルグループ・アンジュルム（旧・スマイレージ）の元メンバー（3期）。公式ニックネームはむろたん。アンジュルム在籍時のメンバーカラーは水色。
千葉県出身。血液型AB型。身長156.0 cm。

## 略歴
アニメ『きらりん☆レボリューション』を視聴する中で、観月ひかる役を務めていた萩原舞に興味を持ち、萩原の所属する℃-uteやハロー!プロジェクトにも興味を持つようになった。
- 2011年、「スマイレージ新メンバーオーディション」に応募するが落選[5]。その後、ハロプロ研修生のオーディションを受験し合格[5]。
- 2012年3月1日、ハロプロ研修生に加入[1][6]。
- 2012年3月31日、『ハロプロ研修生 発表会 2012〜3月の生タマゴShow!〜』にて初お披露目。
- 2012年9月14日 - 12月2日、『モーニング娘。誕生15周年記念コンサートツアー2012秋〜カラフルキャラクター〜』にハロプロ研修生の金子りえと帯同し、「ラララのピピピ」のバックダンサーとして参加。
- 2013年4月20日 - 6月29日、『℃-uteコンサートツアー 2013春 〜トレジャーボックス〜』にチャレンジアクトとして参加。
- 2014年5月4日、中野サンプラザで行われた『ハロプロ研修生 発表会2014〜春の公開実力診断テスト〜』で「審査員特別賞（キャラクター部門）」を受賞[7]。観客からの投票数が2位であることも会場で発表された。
- 2014年10月4日、スマイレージの3期メンバーに選出されたことが発表された[6][8]。
- 2014年11月26日、横浜アリーナで行われた『モーニング娘。'14コンサートツアー2014秋 GIVE ME MORE 〜道重さゆみ卒業記念スペシャル〜』において、オープニングアクトにスマイレージが出演し、3期メンバーとして初お披露目。
- 2014年12月17日、グループ名がアンジュルムに改名された[9]。
- 2015年2月5日、3期メンバーが初参加したCDシングル『大器晩成/乙女の逆襲』が発売。
- 2020年1月22日、同年3月22日に明治神宮会館で開催される『Hello! Project ひなフェス 2020 〜被災地復興支援・東北を元気に!〜 アンジュルムプレミアム公演』をもってアンジュルムおよびハロー!プロジェクトを卒業することを発表[10]したが、その後、新型コロナウイルス（SARS-CoV-2）の感染拡大の状況を鑑み、無観客によるCSテレ朝チャンネル1での生中継および配信での実施に変更となった[11]。
- 2020年3月22日、CSテレ朝チャンネル1にて生中継・配信された無観客によるコンサート『Hello! Project ひなフェス2020 アンジュルム プレミアム』をもってアンジュルムおよびハロー!プロジェクトを卒業[12]。
- 2021年1月28日、前年12月末で所属事務所であるアップフロントプロモーションとの専属マネージメント契約が終了したことが発表された[13]。
- 2021年3月22日、芸能事務所シネマクトに所属が決定したことを発表[14]。
- 2021年4月6日、Instagramのアカウントを開設。
- 2021年6月12日、UNIVERSAL MUSICより同年8月25日にソロCDデビューすることを発表[15]。
- 2021年8月25日、CDシングル『G.T.B.』でソロデビュー。
- 2022年5月1日、シネマクトを同年4月30日付で退社し、ワルキューレに移籍したことを報告[16]。『週刊プレイボーイ』2022年7月11日号にて約5年ぶりとなる水着グラビアに挑戦[17]。
- 2022年9月1日、ワルキューレが社内ベンチャーによる新プロダクション「Rare Promotion」および音楽レーベル「WANI MUSIC」を設立[18]。
- 2023年6月5日、パニック障害と診断されていたことを明かし、治療のため同月18日のバースデーイベントをもって無期限の活動休止に入ることを公式SNSなどで発表[19][20]。
- 2024年1月10日、Rare Promotionを退所[21]。同事務所は同年2月29日をもって廃業[21]。
- 2024年6月12日、Instagramを新たに開始[22]。同年8月1日、Xを開始[23]。同月3日、TikTokを新たに開始[24]。
- 2024年9月7日、近藤薫が代表を務めるmiuzic Entertainmentとレコード契約を締結したことが発表された[25][26]。

## 人物
- 趣味は映画鑑賞と寝ることである[27]。
- 特技はパントマイム、ロボットダンス、開脚、縦開脚、モノマネ、目リレーである。
- 好きな教科は数学である[28]。
- 好きな言葉は「才能は有限 努力は無限」である。
- 好きな食べ物はもんじゃ焼き、特に明太子もんじゃである。
- ハロー!プロジェクト内の仲の良いメンバーとして植村あかりを、目標とする先輩として鈴木愛理を挙げている[29]。
- 姉がいる[30]。
- 文学者の伊藤整は曽祖叔父（曽祖父の弟）にあたる[31]。

## 作品

### シングル
| #                    | 発売日          | タイトル                            | 規格品番        | 収録曲 | 備考            |                 |
| UNIVERSAL MUSIC      | UNIVERSAL MUSIC | UNIVERSAL MUSIC                     | UNIVERSAL MUSIC | UNIVERSAL MUSIC | UNIVERSAL MUSIC | UNIVERSAL MUSIC |
| -------------------- | --------------- | ----------------------------------- | --------------- | --- | --------------- | --------------- |
| 1                    | 2021年8月25日   | G.T.B                               | UPCY-5100       | 1. G.T.B 2. 空のカナタ 3. G.T.B (instrumental) 4. 空のカナタ (instrumental)                                                                |                 |                 |
| WANI MUSIC           |                 |                                     |                 | |                 |                 |
| 2                    | 2022年6月15日   | M bit                               | WANI-1001       | 1. B.N.P (Brand New Pride) 2. I Walk !! 3. Tokyo Jungle 4. B.N.P (Brand New Pride) (TRACKS) 5. I Walk !! (TRACKS) 6. Tokyo Jungle (TRACKS) |                 |                 |
| 3                    | 2023年6月21日   | Our Dreams/ Pluto/ Crazy Wonderland | WANI-1002       | 1. Our Dreams 2. Pluto 3. Crazy Wonderland 4. Our Dreams (Instrumental) 5. Pluto (Instrumental) 6. Crazy Wonderland (Instrumental)         |                 |                 |
| miuzic Entertainment |                 |                                     |                 | |                 |                 |
| 4                    | 2024年11月26日  | hallelujah                          | MIUZ-2404       | 1. hallelujah 2. サプリ 3. hallelujah (instrumental) 4. サプリ (instrumental)                                                              |                 |                 |

### 配信シングル
| #              | 発売日         | タイトル                                         | 規格品番       | 備考           |
| UP-FRONT WORKS | UP-FRONT WORKS | UP-FRONT WORKS                                   | UP-FRONT WORKS | UP-FRONT WORKS |
| -------------- | -------------- | ------------------------------------------------ | -------------- | -------------- |
| 1              | 2020年3月23日  | 君だけじゃないさ...friends(アコースティックVer.) | UFDL-1455      |                |

### アルバム
| #                    | 発売日               | タイトル             | 規格品番             | 収録曲 | 備考                 |                      |
| miuzic Entertainment | miuzic Entertainment | miuzic Entertainment | miuzic Entertainment | miuzic Entertainment | miuzic Entertainment | miuzic Entertainment |
| -------------------- | -------------------- | -------------------- | -------------------- | --- | -------------------- | -------------------- |
| 1                    | 2025年8月8日         | 太陽とピースサイン   | MIUZ-2502            | 1. 太陽とピースサイン 2. Love Letter 3. まわってRolling 4. Bop Twinkle Baby 5. Moonlight Parade 6. Baby Blue〜くっついていたいよ〜 7. 雨は嫌いだけど、今日は嫌じゃない 8. hallelujah 9. JOKER 10. サプリ | [ 32 ]               |                      |

## 出演

### テレビ
- 〜おねだりエンタメ!〜はぴ★ぷれ（2013年10月5日 - 2014年9月27日、BS日テレ） - レギュラー[33]

### テレビドラマ
- オトナヘノベル #36「誤解する される!? SNSのコトバ」（2016年2月11日、NHK Eテレ） - アンナ 役（主演）[34]

### ウェブドラマ
- スカパー! 朝のTwitterドラマ「名前」（2019年5月13日 - 17日、スカパー!Twitter公式アカウント） - 主演

### コンサート
- ハロプロ研修生 発表会 2012 〜3月の生タマゴShow!〜（2012年3月31日、日本橋三井ホール）[35]
- ハロプロ研修生 発表会 2012〜6月の生タマゴShow!〜（2012年6月17日、山野ホール）[36]
- ハロプロ研修生 2012発表会 〜9月の生タマゴShow!〜（2012年9月9日、山野ホール）[37]
- モーニング娘。誕生15周年記念コンサートツアー2012秋〜カラフルキャラクター〜（2012年9月14日 - 12月2日）[38]
- ハロプロ研修生 発表会 2012〜12月の生タマゴShow!〜（2012年12月9日、Shibuya O-EAST）[39]
- ハロプロ研修生 発表会 2013〜3月の生タマゴShow!〜（2013年3月31日、横浜BLITZ）[40]
- ℃-uteコンサートツアー 2013春 〜トレジャーボックス〜（2013年4月20日 - 6月29日）[41]

### イベント
- 汐博2012 汐留☆アイドルカーニバル!2012 ハロプロ研修生 夏季休暇中〜汐留ハンター〜（2012年8月26日、汐留AX）[42][43]

### 舞台
- 音楽朗読劇「イキヌクキセキ〜十年目の願い〜」（2013年4月10日 - 13日、東京グローブ座）
- 演劇女子部「MODE」（2016年10月1日 - 10日、全労済ホール/スペース・ゼロ） - 西園寺実 役
- JKニンジャガールズ（2017年2月26日、全労済ホール/スペース・ゼロ） - 日替わりゲスト[44]
- 演劇女子部「夢見るテレビジョン」（2017年10月5日 - 15日、全労済ホール/スペース・ゼロ） - 月丘万寿美 役
- 演劇女子部 全労済ホール/スペース・ゼロ提携公演「アタックNo.1」（2018年11月29日 - 12月9日、全労済ホール/スペース・ゼロ） - 石原松枝 役
- 演劇女子部「遙かなる時空の中で6 外伝 〜黄昏ノ仮面〜」（2019年6月8日、サンシャイン劇場） - 友情出演[45]
- ニンジャバットマン ザ・ショー（2021年10月1日 - 12月5日、Theater Mixa） - ハーレイ・クイン 役

## 書籍

### 写真集
- 室田瑞希（アンジュルム）ミニ写真集『Greeting-Photobook-』（2016年6月12日、オデッセー出版）[46]
- MURO（2017年5月15日、オデッセー出版、撮影：根本好伸）[47]
- 1stミニフォトブック「A new me for a new place」（2022年4月10日、自社出版）

## 参加ユニット
- スマイレージ→アンジュルム（2014年 - 2020年）
- シャッフルユニット
  - ハロプロ・オールスターズ（2018年 - 2019年）